# Apristurus exsanguis
Apristurus exsanguis és un peix de la família dels esciliorrínids i de l'ordre dels carcariniformes.

## Morfologia
Pot arribar als 90,8 cm de llargària total.

## Reproducció
És ovípar.

## Distribució geogràfica
Es troba a les costes del sud-oest del Pacífic: Nova Zelanda.